# Josida Maja
Josida Maja (Nagaszaki, 1988. augusztus 24. –) japán labdarúgó, a Los Angeles Galaxy hátvédje.

## Pályafutása

### A válogatottban
2010 és 2022 között 126 alkalommal szerepelt a japán válogatottban és 12 gólt szerzett. Három-három világbajnokságon, Ázsia-kupán és olimpián vett részt a válogatott csapattal.